# Sant Esteve de Marganell
Sant Esteve de Marganell és una obra del municipi de Marganell (Bages) inclosa en l'Inventari del Patrimoni Arquitectònic de Catalunya.

## Descripció
Es tracta d'una construcció que, encara que ha estat força reformada, conserva gran part de la seva antiga estructura romànica.
Es tracta d'una església d'una única nau, amb un únic absis situat a llevant, sense cap mena de decoració i desproveïts d'obertures. Al cantó de ponent s'obre una porta que fou construïda el 1824 com indica la llinda. En aquest mateix mur també hi ha una finestra circular. A l'extrem sud s'alça el campanar de factura moderna i d'estructura quadrada, ben conservat.
L'aparell de l'edifici és obrat amb carreus regulars disposats en filades.
Actualment la coberta està esfondrada. L'estat de conservació és de total ruïna.

## Història
El lloc de Marganell és documentat des del 924, i malgrat que es considera existent al s. XI, les notícies documenten l'església el 1143, data en què Ramon Gaufred, bisbe de Vic, i el seu capítol donaren al monestir de Santa Cecília de Montserrat i a l'abat Guillem, l'església de Sant Esteve de Marganell. Al estar unida a Santa Cecília seguí les vicissituds d'aquest monestir, que el 1539 passà a dependre de Santa Maria de Montserrat. El 1880 fou unida al bisbat de Barcelona, com el monestir. Encara que sofrí diverses reformes, solament es té datada la de 1824 però el 1936 fou profanada.
Ha estat restaurada només per consolidar-ne els murs i afegir-hi una coberta protectora de vidre. La casa rectoral no es va poder conservar. El campanar, del segle XIX, situat a migdia, es conserva en bon estat.